# 穀断ち
穀断ち（こくだち）は、仏教や修験道の行のひとつ。穀物を食べずに修行すること。別称を木食戒、断穀行。具体的には五穀または十穀を食べないことをさす。五穀・十穀の名をとって五穀断ち、十穀断ちともいう。
穀物を人間の穢れにまみれた俗世の物と考え、それを食さないことで修行者の身を清廉にする行。修行者は修験者に多く、苦行形式である。穀物以外の木の実や草根を主として食べたというが、五穀・十穀とされる穀物に諸説あるなどの理由から、やり方はさまざまである。禁止する穀物によって修行の困難さにも差がある。また即身仏になるための修行・入定において、その最初の段階で行われる修行方法でもある。
この修行を行った者を、古代では「穀断聖」、中世以降は「十穀聖」や「木食」と称した。「十穀」と言う場合もある。木食戒を守ったものという意味で「木食上人」とも言われる。中世後期以後は勧進聖として活躍するものが多くなった。
これらの聖たちは崇敬の対象であったが、いっぽうでは穀断ちを詐称したものの実は米食していたことが露見して嘲笑された聖の伝説がある。最初期の記録としては9世紀に成立した歴史書『文徳天皇実録』に登場する「米糞聖人」の事件があり、この話は後に今昔物語集や宇治拾遺物語で脚色されて滑稽話として広く語り継がれた。類似の詐称僧に関する説話は5世紀成立の漢語仏典である大智度論に遡れるという。
道教にも「断穀（辟穀）」といって同様に穀物を食べない修行があるが、こちらは断食に近い。